# Alyvia Alyn Lind

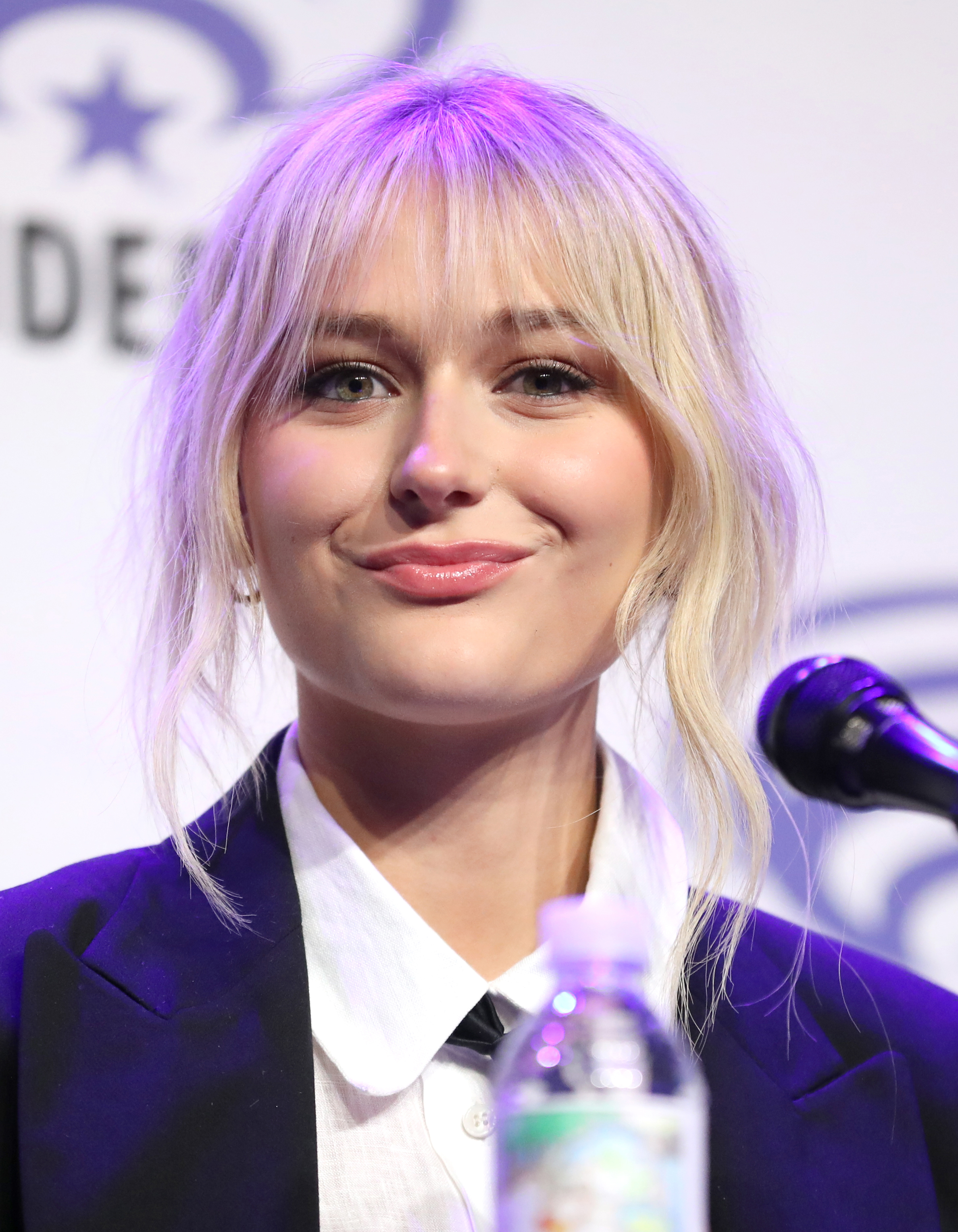
Alyvia Alyn Lind, 2024

Alyvia Alyn Lind (* 27. Juli 2007 in Illinois) ist eine US-amerikanische Schauspielerin.

## Leben
Lind gab ihr Spielfilmdebüt im Jahr 2013 in Dark Skies – Sie sind unter uns. Seit 2011 spielt sie die Rolle der Faith Newman in der Seifenoper Schatten der Leidenschaft. Des Weiteren wurde sie für die Rolle der fünf- bis siebenjährigen Amanda Clarke in der Fernsehserie Revenge engagiert, welche sie für acht Episoden von 2012 bis 2015 übernahm. Im Jahr 2014 spielte sie an der Seite von Adam Sandler und Drew Barrymore im Kinofilm Urlaubsreif. Außerdem übernahm sie weitere kleine Rollen im Horrorfilm Play – Tödliches Spiel und in den Fernsehserien Transparent, See Dad Run sowie Masters of Sex. Zudem spielt sie im Fernsehfilm Dolly Parton’s Coat of Many Colors die junge US-amerikanische Country-Sängerin Dolly Parton. Für ihre Darstellung wurde sie bei den Critics’ Choice Television Awards 2016 in der Kategorie Beste Hauptdarstellerin in einem Fernsehfilm oder einer Miniserie nominiert.
In dem Spielfilm Kill the King ist sie an der Seite von Emily Browning, Ashley Greene, Luke Grimes und Ron Livingston als Tochter von Priscilla und Elvis Presley, Lisa Marie Presley, zu sehen. Für den Film Dolly Parton’s Christmas of Many Colors: Circle of Love übernahm Lind erneut ihre Rolle als junge Dolly Parton. 2018 ist sie an der Seite von Anna Faris und Eugenio Derbez sowie Eva Longoria in der Filmkomödie Overboard zu sehen, einer Neuverfilmung des 1987 erschienenen Films Overboard – Ein Goldfisch fällt ins Wasser mit Goldie Hawn und Kurt Russell.
Lind hat zwei ältere Schwestern, Emily und Natalie, die ebenfalls als Schauspielerin tätig sind. Ihre Eltern sind die Schauspielerin Barbara Alyn Woods und Filmproduzent John Lind.

## Filmografie (Auswahl)

### Filme
- 2013: Dark Skies – Sie sind unter uns (Dark Skies)
- 2014: Urlaubsreif (Blended)
- 2014: Play – Tödliches Spiel (Mockingbird)
- 2015: Fire Twister – Feuerhölle L.A. (Fire Twister, Fernsehfilm)
- 2015: A Deadly Adoption (Fernsehfilm)
- 2015: A Date to Die For
- 2015: Dolly Parton’s Coat of Many Colors (Fernsehfilm)
- 2016: Kill the King (Shangri-La Suite)
- 2016: An American Girl Story – Maryellen 1955: Extraordinary Christmas (Fernsehfilm)
- 2016: Dolly Parton’s Christmas of Many Colors: Circle of Love (Fernsehfilm)
- 2017: Remember Me (Kurzfilm)
- 2018: Overboard
- 2019: Laufen. Reiten. Rodeo. (Walk. Ride. Rodeo.)
- 2021: Masquerade

### Serien
- 2011–2021: Schatten der Leidenschaft (The Young and the Restless)
- 2012–2014: See Dad Run (5 Episoden)
- 2012–2015: Revenge (8 Episoden)
- 2013: Navy CIS (NCIS, Episode 11x11)
- 2014–2015: Transparent (7 Episoden)
- 2015–2016: Masters of Sex (5 Episoden)
- 2015: Gamer’s Guide für so ziemlich alles (Gamer’s Guide to Pretty Much Everything, Episode 1x02)
- 2016: Teachers (Episode 1x09)
- 2018: 9-1-1: Notruf L.A. (9-1-1, Episode 1x01)
- 2018: Alexa und Katie (Episode 2x04)
- 2019: Daybreak (10 Episoden)
- 2019: Future Man (6 Episoden)
- 2021–2024: Chucky
- 2024: The Spiderwick Chronicles

## Auszeichnungen (Auswahl)
| Tabellarische Liste der Nominierungen und Auszeichnungen | Tabellarische Liste der Nominierungen und Auszeichnungen | Tabellarische Liste der Nominierungen und Auszeichnungen | Tabellarische Liste der Nominierungen und Auszeichnungen | Tabellarische Liste der Nominierungen und Auszeichnungen | Tabellarische Liste der Nominierungen und Auszeichnungen |
| Jahr                                                     | Award                                                    | Kategorie | Werk                                                     | Ergebnis                                                 | Ref.                                                     |
| -------------------------------------------------------- | -------------------------------------------------------- | --- | -------------------------------------------------------- | -------------------------------------------------------- | -------------------------------------------------------- |
| 2015                                                     | Young Artist Award                                       | Best Performance in a Feature Film – Young Ensemble Cast (zusammen mit Emma Fuhrmann, Braxton Beckham, Kyle Red Silverstein und Bella Thorne)                                  | Urlaubsreif                                              | Gewonnen                                                 | [ 12 ]                                                   |
| 2015                                                     | Young Entertainer Awards                                 | Best Young Ensemble Cast – TV Movie, Mini Series or Special (zusammen mit Hannah Nordberg, Blane Crockarell, Dylan Michael Rowen, Parker Sack, Farrah Mackenzie, Forrest Deal) | Dolly Parton’s Coat of Many Colors                       | Gewonnen                                                 | [ 13 ]                                                   |
| 2015                                                     | Young Entertainer Awards                                 | Best Young Actress – Daytime Series | Schatten der Leidenschaft                                | Nominiert                                                | [ 13 ]                                                   |
| 2016                                                     | MovieGuide Awards – Grace Award                          | Most Inspiring Performance in Television | Dolly Parton’s Coat of Many Colors                       | Gewonnen                                                 | [ 14 ]                                                   |
| 2016                                                     | Critics’ Choice Television Award                         | Beste Hauptdarstellerin in einem Fernsehfilm oder einer Miniserie | Dolly Parton’s Coat of Many Colors                       | Nominiert                                                | [ 15 ]                                                   |
| 2017                                                     | Daytime Emmy Award                                       | Outstanding Younger Actress in a Drama Series | Schatten der Leidenschaft                                | Nominiert                                                | [ 16 ]                                                   |